# Biserica de zid Sfinții Atanasie și Chiril din Sălașu de Sus

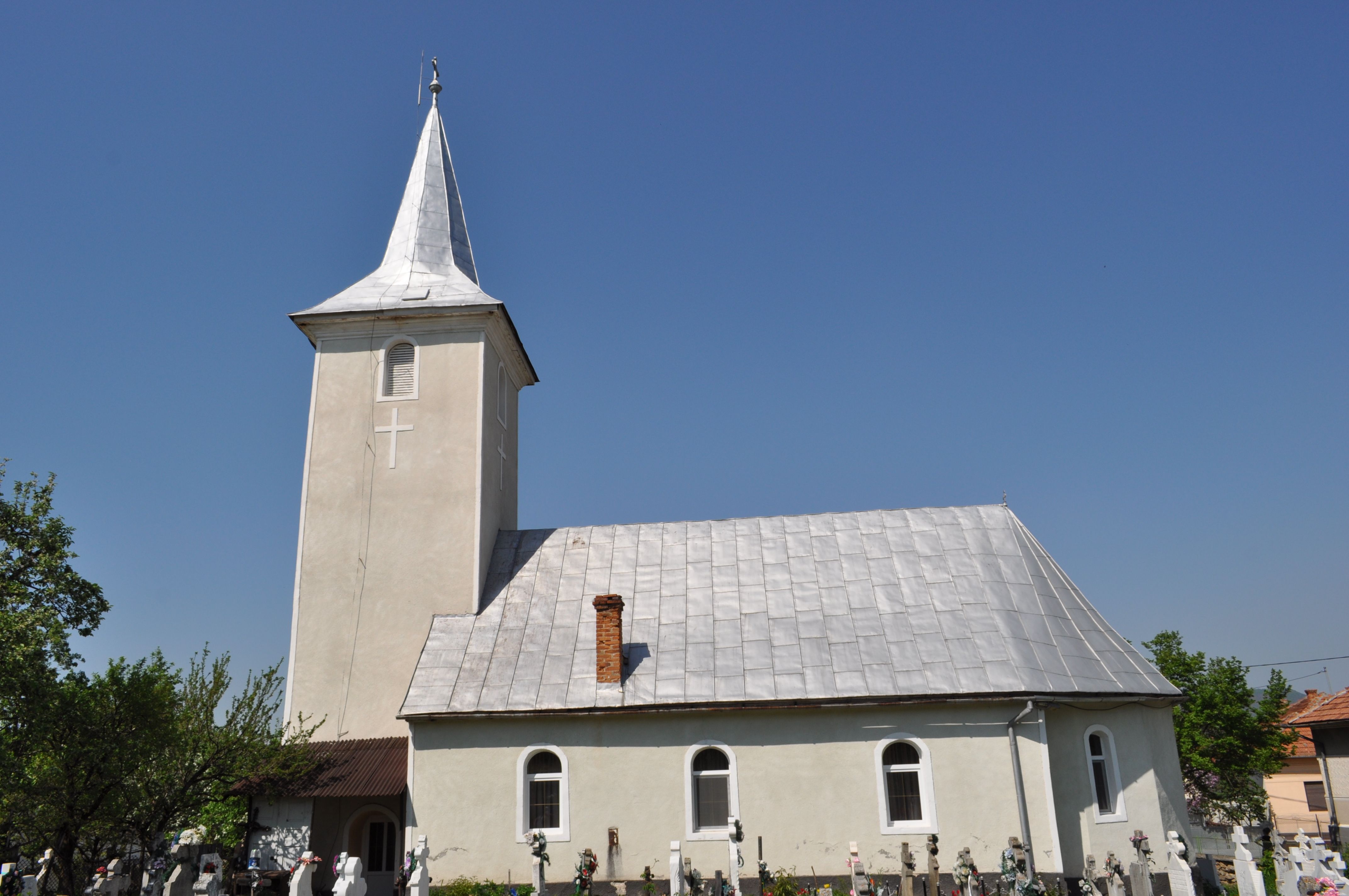
Biserica de zid „Sfinții Atanasie și Chiril” din Sălașu de Sus, județul Hunedoara, foto: mai 2012.

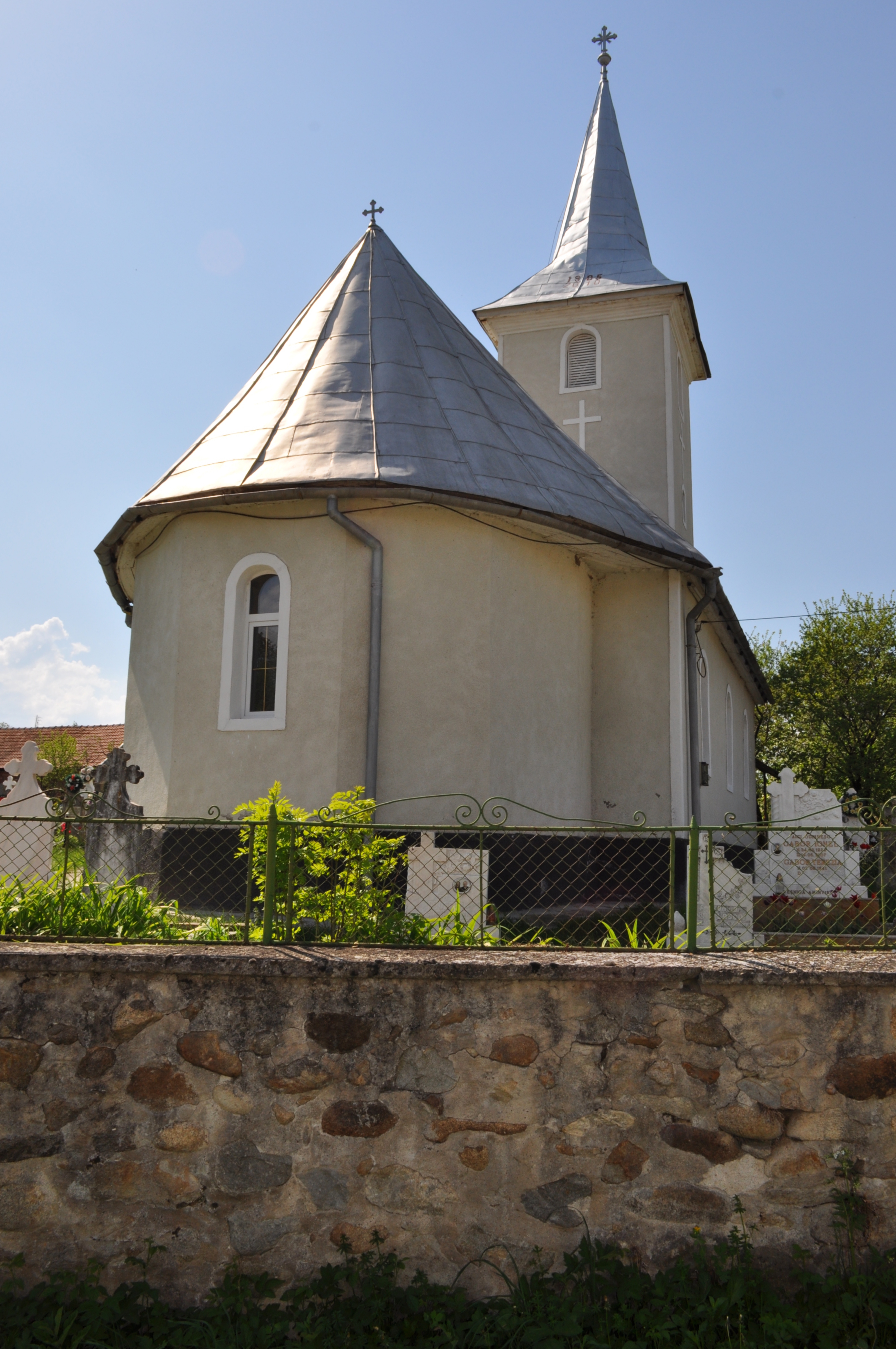
Biserica de zid „Sfinții Atanasie și Chiril” din Sălașu de Sus, județul Hunedoara, foto: mai 2012.

Biserica de zid „Sfinții Atanasie și Chiril” din Sălașu de Sus, județul Hunedoara a fost construită în secolul XVII. Biserica se află pe noua listă a monumentelor istorice sub codul LMI:  HD-II-m-A-03442.   

## Istoric și trăsături
Biserica de zid cu hramul "Sfinții Atanasie și Chiril" (HD-II-m-A-03442), a aparținut, până în anul 1948, obștii locale unite; amplasat în mijlocul satului, acesta este cunscut sub numele de "biserica din ulița mare". Planimetria arhaică, de tipul unui dreptunghi cu terminația răsăriteană a absidei heptagonală, precum și ferestre poziționate la joasă înălțime, confirmă tradiția locală a ctitoririi lăcașului în secolul al XVII-lea. În timpul marii invazii turcești din anul 1788, biserica a fost incendiată, acoperișul, prăbușit, fiind refăcut abia în 1791. Turnul actual, cu fleșă zveltă, s-a adosat în anul 1853; în cadrul altui șantier de renovare, din anul 1904, zidurile lăcașului au fost supraînălțate cu circa un metru. Accesul la interior se face printr-o singură ușă, amplasată la parterul clopotniței, pe latura sa apuseană. La acoperiș s-a folosit integral tabla. Biserica, renovată în anii 1978 și 2009, a fost resfințită în 1993. Nici conscripțiile timpului și nici harta iosefină a Transilvaniei (1769-1773)  nu îi atestă existența.

## Imagini

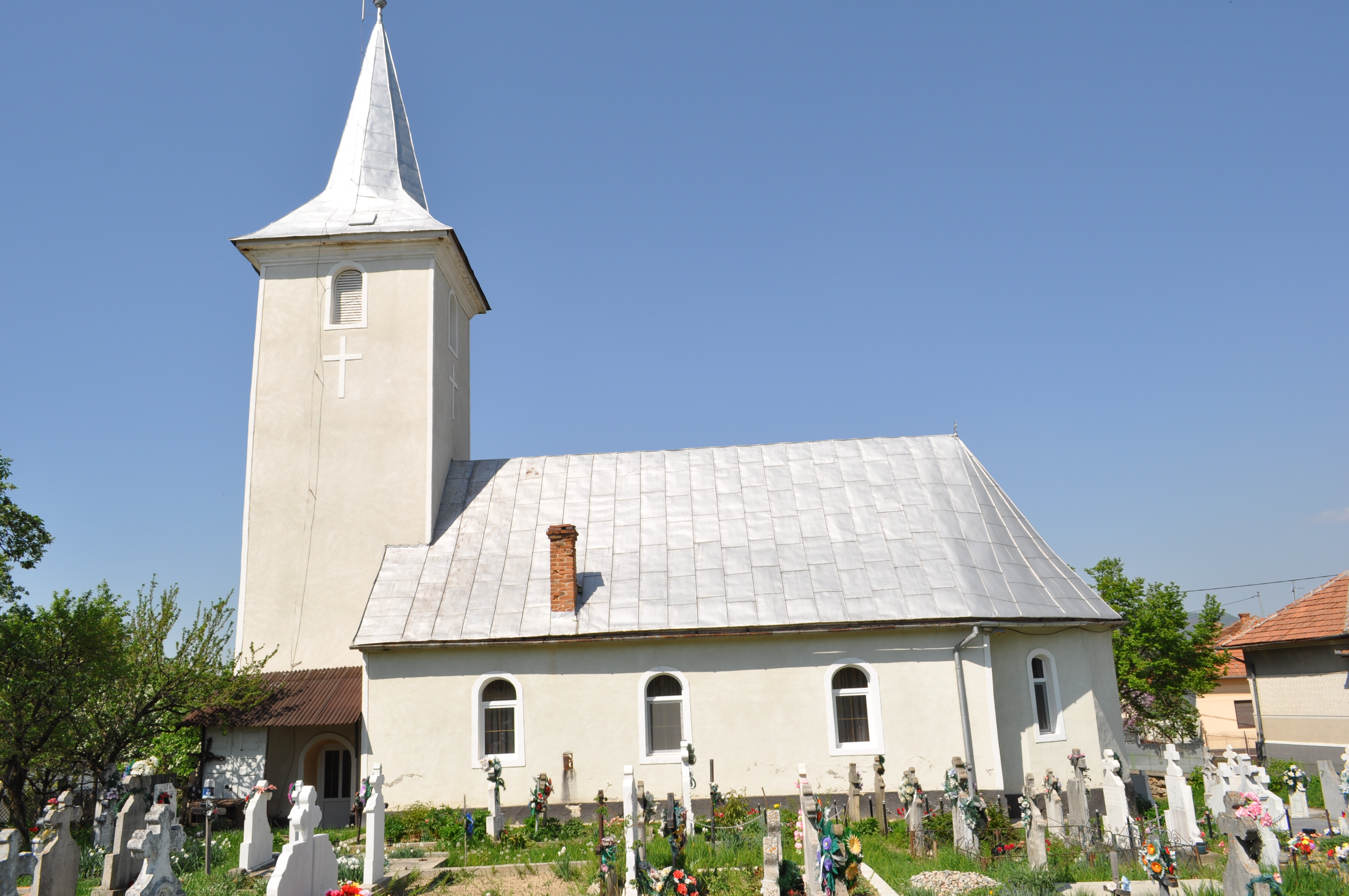
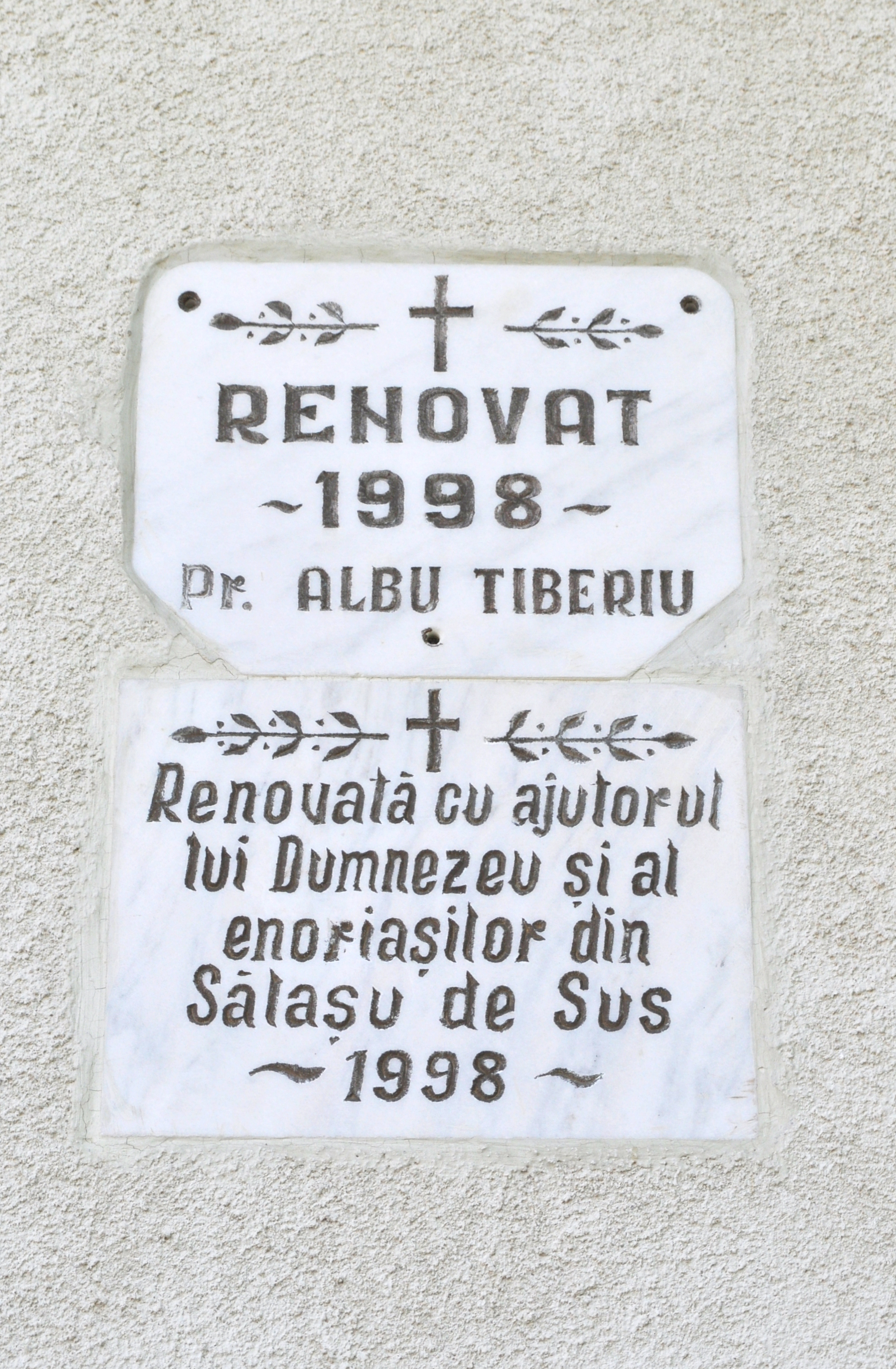
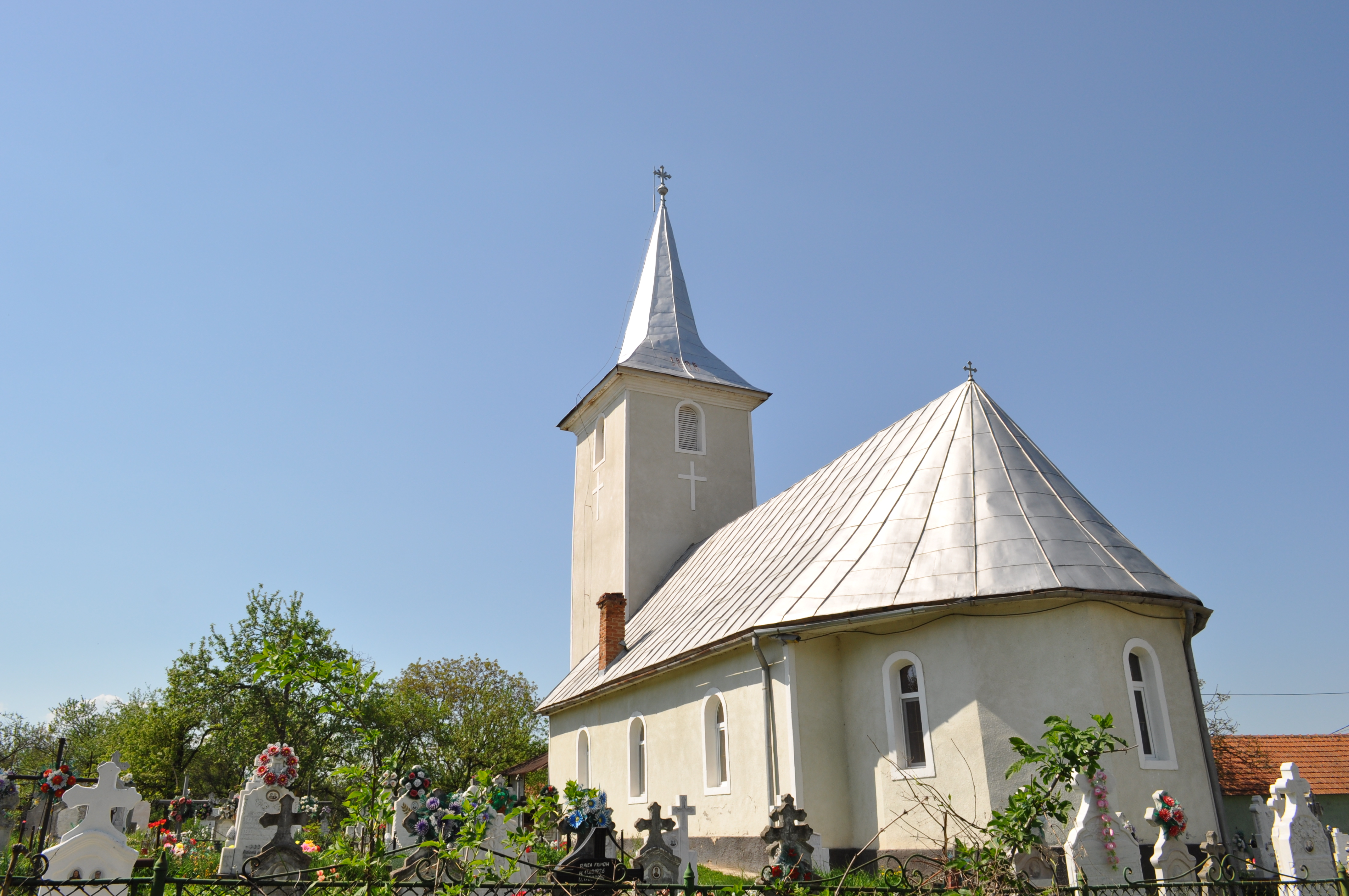